# Mylabris variabilis
Mylabris variabilis es una especie de coleóptero polífago de la familia Meloidae propio de Europa.

## Características
Tienen un tamaño entre 7 y 16 milímetros.  Sus élitros son pardoamarillo con bandas transversales negras. A pesar de su gran variabilidad (como indica su nombre) está caracterizado porque su abdomen termina con una banda negra.

## Distribución
Estos coleópteros son comunes en el mediterráneo y llegan hasta la llanura panónica (Hungría y parte de Austria y República Checa). Vuelan en entre junio y septiembre.

## Ciclo biológico
Como muchos de los coleópteros vesicantes (Meloidae) tiene un ciclo biológico muy complejo. Durante la fase larvaria se alimentan de huevos y larvas de saltamontes. 